# Ursäkta röran (vi bygger om)
Ursäkta röran (vi bygger om) var ett TV-program som sändes på TV4 år 2002. Bakom programmet stod Filip Hammar och Fredrik Wikingsson, som både var med i programmet och producerade det. Programmet gick ut på att Filip och Fredrik lurade, irriterade och hånade folk de träffade på gatan. I vissa inslag förekom även kändisar. Det hann sändas fyra program innan TV4 stoppade duon på grund av en mängd anmälningar till granskningsnämnden. TV-programmet fälldes senare för tre inslag.
Signaturmelodin till programmet var Pugh Rogefeldts låt "Finns det lite stolthet kvar, finns det också hopp om bättring".

## Avsnitt
| Nr | Titel                                           | Sändningsdatum | Tittarantal |
| -- | ----------------------------------------------- | -------------- | ----------- |
| 1  | "Hur menar du, nonchalant?"                     | 21 mars 2002   | 367 000     |
| 2  | "Jag har ju då Leif Silbersky som min advokat." | 28 mars 2002   | 381 000     |
| 3  | "Accordion music is very popular here!"         | 4 april 2002   | 325 000     |
| 4  | "I saw those Three Crowns..."                   | 11 april 2002  | 358 000     |

## Inslag som fälldes i granskningsnämnden
Ett av seriens mest uppmärksammade inslag blev "SM i nazireferens" som gick ut på att Filip Hammar lurade Emma Andersson (som ännu inte hade vunnit SVT:s sista Expedition: Robinson eller påbörjat sin programledarkarriär) att tro att hon var med i ett musikprogram som hette Treblinka, en referens till Nazitysklands förintelseläger i Treblinka. Filip nämnde under intervjun ytterligare femtiotalet ord som refererade till nazismen och samtliga passerade Emma obemärkt. I den utsända bilden fanns ett infällt räkneverk som räknade referenserna. Inslaget fälldes i granskningsnämnden för brott mot bestämmelsen om respekt för den enskildes privatliv.
Programmet fälldes även för ett inslag där Filip och Fredrik tog okända människor i skrevet. Motiveringen var att det "uppmuntrade och gav legitimitet åt handlingar av detta slag". Det tredje inslaget som fälldes var ett inslag om Livets ord som fälldes på grund av brist på saklighet.